# Nino Kouter
Nino Kouter (Murska Sobota, 19 de diciembre de 1993) es un futbolista esloveno que juega en la demarcación de centrocampista para el N. Š. Mura de la Primera Liga de Eslovenia.

## Selección nacional
Hizo su debut con la selección de fútbol de Eslovenia el 3 de septiembre de 2020 en un partido de la Liga de las Naciones de la UEFA contra Grecia que finalizó con un resultado de empate a cero.

## Clubes
| Club                  | País      | Año       | Partidos | Goles |
| --------------------- | --------- | --------- | -------- | ----- |
| N. D. Mura 05         | Eslovenia | 2010-2012 | 65       | 0     |
| N. K. Čarda (cedido)  | Eslovenia | 2012      | 10       | 3     |
| N. K. Zavrč           | Eslovenia | 2013-2014 | 5        | 0     |
| N. K. Veržej          | Eslovenia | 2014-2016 | 61       | 5     |
| F. C. Bad Radkersburg | Austria   | 2016-2018 | 32       | 4     |
| N. Š. Mura            | Eslovenia | 2018-2021 | 149      | 21    |
| Manisa F. K.          | Turquía   | 2021-2022 | 27       | 1     |
| N. K. Celje           | Eslovenia | 2022-2025 | 102      | 6     |
| N. Š. Mura            | Eslovenia | 2025-     |          |       |

## Palmarés

### Campeonatos nacionales
| Título                    | Club        | País      | Año  |
| ------------------------- | ----------- | --------- | ---- |
| 2. SNL                    | N. K. Zavrč | Eslovenia | 2013 |
| Copa de Eslovenia         | N. Š. Mura  | Eslovenia | 2020 |
| Primera Liga de Eslovenia | N. Š. Mura  | Eslovenia | 2021 |
| Primera Liga de Eslovenia | N. K. Celje | Eslovenia | 2024 |
| Copa de Eslovenia         | N. K. Celje | Eslovenia | 2025 |